# Usine sidérurgique de Denain
Usinor-Denain est une usine sidérurgique, fondée en 1839 par Jean-François Dumont, qui a fermé définitivement ses portes en 1988, au terme de dix années de restructurations. La première, annoncée le 12 décembre 1978, entraîne 5 000 licenciements. En juillet 1980, le dernier haut-fourneau est arrêté. Au total, les effectifs de l'usine de Denain passent de 10 000 employés en 1966 à 200 lors de la fermeture définitive en 1988.

## Denain auXVIIIesiècle
Le 24 juillet 1712, lors de la bataille de Denain l'armée française est commandée par le maréchal de Villars dans la guerre de succession d'Espagne. Vainqueur, Louis XIV peut définitivement annexer par le traité d'Utrech le Nord à son royaume. Une nouvelle frontière s'établit alors mais la région est alors privée du charbon en provenance de Charleroi. Louis XIV encourage  les recherches de charbon . 
Le 1er juillet 1716, le vicomte Jacques Désandrouin obtient la permission du roi pour mettre en œuvre des recherches de Houille à Fresnes-sur-Escaut.
Le 3 février 1720 Jacques Mathieu et son équipe de mineurs venus de Charleroi découvrent une veine de charbon maigre de quatre pieds d'épaisseur (1,20 m) à 35 toises de profondeur (70 m). En une journée on remonte deux charrettes pleines. L'événement fit accourir la foule de partout, certains emportent chez eux quelques précieuses gaillettes.
Cette énergie de proximité entraîne dans la région une industrialisation charbonnière, verrière et sidérurgie.

## Les forges de Denain

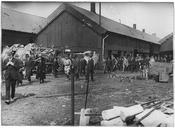
Forges et aciéries Denain et Anzin

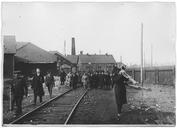
Forges et aciéries de Denain

Jean-François Dumont installe en 1839 une usine de fonte à Denain au bord de l'Escaut au lieu-dit le rivage et fonde ainsi les Forges de Denain.
Un haut fourneau, huit fours à puddler, un marteau-pilon et une machine à vapeur de 80 chevaux constituent l'usine qui est alimentée en minerai provenant de l'Avesnois et du Boulonnais. La production de fonte était de 8 tonnes par jour.
MM. Serret, Lelièvre et Cie de Denain deviennent propriétaires et se font remarquer par une médaille d'or pour leur production.

## Société des hauts fourneaux et des forges de Denain et d'Anzin
La fusion de la société Talabot et de l'usine de Denain créera en 1849 la société des hauts-fourneaux et des forges de Denain et Anzin par arrêté présidentiel du 26 mai 1849 avec une description très précise des apports en société.
MM. Serret Lelièvre apporte l'intégralité de l'actif social des forges de Denain. La société de commerce de Bruxelles apporte l'usine d'Anzin. Le siège social est établi à Paris.
Napoléon III signe le décret du 18 juin 1863 approuvant la création d'un chemin de fer d'embranchement d'une voie ferrée à hauteur de Lourches vers Somain et Busigny.

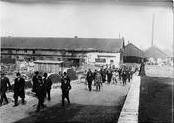
Forges et aciéries Denain et Anzin - sortie d'usine

En 1875, l'affinage de la fonte brute, pour fabriquer de l'acier peu coûteux par le convertisseur Bessemer est installé ainsi qu'un autre convertisseur Martin. Un procédé Thomas est installé en 1902 par l'ingénieur Samson Jordan.
À la veille de la Première Guerre mondiale, l'usine de Denain est un ensemble industriel des plus importants de France.
La Compagnie des mines d'Azincourt est achetée le  26 mai 1905 par la Compagnie des hauts fourneaux, forges et aciéries de Denain-Anzin. Une voie ferrée relie les puits de la compagnie situés à sur les territoires d'Aniche, d'Abscon, à Monchecourt et Erchin, à Usinor-Denain.
Entièrement détruite en 1919, très endommagée en 1945, elle fut reconstruite et produira 742 000 tonnes d'acier en 1947.

## Usinor
À la Libération, la France décide la construction de deux train de laminage continu à larges bandes, une technologie apparue aux États-Unis avant la Seconde Guerre mondiale et qui a révolutionné la sidérurgie : les produits plats remplacent les produits longs et les trains continus permettent d'accéder à une qualité et une productivité sans commune mesure avec les laminoirs traditionnels. Dès l'automne 1945, les Forges et Aciéries de Denain-Anzin proposent la construction d'un train à bandes. Le 20 février 1946, l'État français donne son accord à la construction du train du nord, contre la promesse d'une fusion des Forges et Aciéries du Nord et de l’Est avec Forges et Aciéries de Denain-Anzin. 
La société nouvelle est fondée en 1948. Il s'agit d'Usinor, dont René Damien prend la direction. Cette rapidité paie : le premier train de laminage continu à larges bandes de France est construit à partir de 1948 et mis en service en 1951. Usinor produit 15% de l'acier français en 1953 et détient alors plusieurs usines dans le Nord : Denain, Anzin, Trith-Saint-Léger, Hautmont, et Louvroil, mais aussi deux usines en Lorraine (Longwy et Thionville).
Le train à chaud à bande de Denain représente un investissement énorme, à l'échelle même du pays : l'investissement se compte en dizaines de milliards de francs de l'époque (29 MdF pour le train de la Sollac, l'alter ego de celui de Denain) et pour l'amortir, il faut que son amont comme son aval soient capables de le saturer. Le train n'a cependant qu'une capacité de 700 000 t/an, soit la moitié de ce qui se fait alors de mieux aux États-Unis, où 30 installations sont opérationnelles en 1949, et il ne fait que 66 pouces, alors que les Lorrains, à la demande de leurs clients automobiles, on opté pour un train de 80 pouces. 
Le train de laminage continu initial de Montataire, dans l'Oise, est saturé dès 1954, et un second est lancé, qui entre en service en 1956, année où deux nouveaux fourneaux sont lancés à Denain pour porter leur nombre à six. Denain passe de un à deux puis à trois aciéries, mais ne parvient pas à satisfaire la croissance de la demande automobile malgré des semaines de 160 heures.
L'usine sidérurgique de Blaenavon, dans le Pays de Galles, avait démarré une installation de fabrication de roues monobloc avant la guerre, mais doit la cesser après, en raison de grosses difficultés avec le laminoir à roues qui ne marchait pas. À la Libération, en France, la SNCF cherche à augmenter fortement son trafic et donc la vitesse des trains. La roue monobloc devient indispensable pour pouvoir absorber la chaleur du freinage, incompatible avec les roues bandagées.
Usinor ayant eu connaissance de la mise en vente de l’installation de l'usine sidérurgique de Blaenavon, la rachète. L'atelier gallois, destiné à remplacer le martelage, sera complété par un atelier d’essieux monté en 1963. L’aciérie Martin fournissant le métal cessera son activité en 1972, et remplacé par l’Usine de Dunes de Leffrinckoucke, concurrent d'Usinor. 
Entre-temps, en 1956, l’État français décide de soutenir l'implantation d'une usine sidérurgique sur le littoral dunkerquois, à la suite de l'entente finalement trouvée par Usinor avec les aciéries de Firminy, leur rival local, qui ont apporté au projet leur usine des Dunes, à Dunkerque, avant de s'en retirer en  1960. Entre temps, Jean Raty, président d'Usinor, décède et il est immédiatement remplacé, en septembre 1958, par René Damien.
Théoriquement, l'alliance de Firminy et de Châtillon pouvait contrebalancer l' influence d'Usinor au sein du projet Usinor-Dunkerque, car ce dernier n'est pas majoritaire au capital. En fait, René Damien, le président d'Usinor, soutenu par le gouvernement Debré peut décider unilatéralement de tripler les capacités de production d'Usinor-Dunkerque, provoquant le départ de ses partenaires.
En 1962, cette usine de 450 hectares, appelé à l’époque Usinor-Dunkerque, voit démarrer ses premières installations : une aciérie, deux hauts fourneaux […] et une tôlerie forte, et surtout le premier grand terminal permettant d'accueillir les navires du type minéralier les plus importants de l'époque, acheminant du minerai de fer d'Afrique, dont la teneur est deux fois plus élevée que celle du minerai de fer de Lorraine. Ce minerai est acheminé aussi à l'usine de Denain, qui accueille une usine de la société Air Liquide permettant d'injecter de l'oxygène pur dans la production des hauts-fourneaux. En 1960, Usinor dote son usine de Denain d'un convertisseur à oxygène pur OLP (Oxygène Lance Poudre), relié à celui de Dunkerque par un pipe-line de 120 kilomètres, assurant souplesse et sécurité à l'approvisionnement.
L'usine de Dunkerque, celles de Valenciennes, Anzin, et de Louvroil vont parvenir assez tôt à utiliser ce minerai plus compétitif: les minerais nationaux représentaient 98,8% de l'approvisionnement sidérurgique français en 1953 et 93% en 1963, mais plus que 75% en 1973, tandis que pour les charbons et cokes, 46% sont importés en 1953 et 49% en 1963, puis 58% en 1973.
En mai 1968, les grandes grèves sont bien présentes à Denain .  
Cependant, comme d'autres sites Usinor, celui de Denain est affecté au moment des chocs pétroliers de 1973 et 1979, puis par la concurrence de l'acier chinois. L'usine de Louvroil disparaît entre 1967 et 1977, celle de Longwy et Trith-Saint-Léger résistent mieux, mais Thionville et Longwy voient leur effectif plonger en 1977, tandis qu'une seconde usine d'Usinor est fondée à Mardyck, tout près de Dunkerque, en 73.

## Annonce de fermeture
Le mardi 12 décembre 1978, lors de la réunion du comité central d’entreprise d'Usinor, est annoncé un plan de restructuration sans précédent. Claude Etchegaray, PDG du groupe, présente dès 1979 un plan de suppression de 5 000 emplois pour Usinor-Denain et 400 emplois à Blagny, et ce pour les usines spécialisées dans les produits plats. Pour les établissements dédiés aux produits longs, 550 emplois seront supprimés à Trith-Saint-Léger, 400 aux trains à fil d’Anzin, 1 550 à la Chiers-Longwy et 3 900 à Usinor Longwy. Deux autres établissements seront fermés : les fours à chaux de Billemont (90 emplois) et les fonderies de Sedan (110 emplois). Au total, ce plan prévoit la suppression de 12 000 emplois, dont 5 950 dans les territoires de Denain et Valenciennes. Pour mesurer l’ampleur du plan concernant Denain et Valenciennes, il convient d’ajouter aux emplois directs supprimés (6 000 emplois), les 18 000 à 23 000 emplois induits par l’activité sidérurgique.

## Les manifestations
Le 13 décembre 1978 une grande manifestation défile dans Denain à l'appel des syndicats CGT, CFDT, FO et CGC.
Pierre Mauroy annonce aux sidérurgistes de Trith-Saint-Léger qu'il a demandé des mesures d'urgence pour la région à Valéry Giscard d'Estaing. Le 21 décembre, il revient dans le Valenciennois avec Gaston Defferre annoncer qu'il va être reçu par le président de la République. 25 000 personnes défilent dans Denain et 50 000 à Valenciennes.
Le 7 février 1979, le directeur et deux des cadres sont séquestrés.
Le 21 février 1979, François Mitterrand, Pierre Mauroy, etc. égrènent les promesses : pas de fermeture de hauts fourneaux et de l’aciérie ; construction d'une aciérie moderne ; création d'une 5e équipe pour le travail en continu ; 35 heures hebdomadaires; retraite à 55 ans pour pénibilité, etc.
En réaction à la fermeture annoncée, la Confédération générale du travail lance également en mars 1979 six radios pirates dont Radio-Quinquin, qui émet de Thiant à partir d'un appartement de syndicaliste, et Lorraine Cœur d'Acier
En cette veille de négociation à Paris, le 6 mars 1979 plusieurs autocars de manifestants veulent bloquer la frontière belge mais la CRS 12 de Lambersart intervient, les manifestants partent alors vers Saint-Amand-les-Eaux et les CRS interviennent à nouveau, les manifestants veulent se rendre alors vers le commissariat et les heurts s'amplifient. Les manifestants pensent reconnaître le commissaire de Denain M. Pastorini. Le retour vers Denain se fait sous escorte des CRS, mais à chaque feu rouge lâcher de boulons et injures sont envoyés en direction des CRS.
Le dernier car fait l'objet d'un gazage lacrymogène, chaque occupant est fouillé, ceux détenant des boulons ou un simple canif font l'objet de soins particuliers. La CRS 12 agissait alors sous l'autorité du commissaire de Condé-sur-l'Escaut.
Le lendemain mercredi une enquête administrative est lancée mais surtout cette intervention a déclenché une marche vers le commissariat de Denain où plusieurs milliers de manifestants et 200 jeunes incontrôlés et les CRS 11 Lambersart, 15 Béthune et 16 de Saint-Omer  viennent en renfort ainsi que deux escadrons de gendarmes mobiles soit plus de 600 hommes. Le commissariat de Denain est transformé en QG, le commissaire divisionnaire M. Boireau de Valenciennes et M. Galmiche directeur départemental des polices urbaines prennent la direction des opérations.
Toute la journée et nuit de ce mercredi furent animées de combats violents allant jusqu'à des tirs de carabines 22 long rifle dans les jambes des CRS; dans un corps à corps avec un CRS un ouvrier a la main arrachée par l'éclatement d'une grenade.
Pierre Mauroy au titre de président du conseil régional dépose plainte contre X avec constitution de partie civile.
Le 9 mars 1979 des négociations commencent, la première réunion a lieu avec le PDG d'Usinor M. Claude Ecthegarray ; une seconde le 14 mars mais le ton est donné des petites modifications sont acceptables à condition de ne pas toucher à l'essentiel car nous n'avons derrière nous de réservoir pour y puiser indéfiniment.
Le Tour de France est bloqué en 1982 par des manifestants. Ce qui est une première .

## Les raisons invoquées
Raymond Barre nommé Premier ministre en août 1976  est confronté aux hausses du chômage et de l'inflation liées à la crise économique mondiale des chocs pétroliers, Raymond Barre mène une politique d'austérité économique, plus couramment nommée par les économistes comme celle de « la rigueur ». Il ne parvient cependant à juguler ni le premier, ni la seconde à l'instar de ce qui se passera dans tous les pays européens à l'exception de la Grande-Bretagne de Margaret Thatcher.
Son plan de restructuration de la sidérurgie en 1979, consistant à quasiment nationaliser les usines concernées, sauvegarde une industrie sidérurgique en France qui donnera plus tard naissance au groupe Arcelor. Ce plan implique la suppression de plusieurs dizaines de milliers d'emplois, et de violents mouvements de protestations en découlent. Il permet néanmoins de reconstruire un groupe plus moderne et créateur d'emplois. Son gouvernement engagera de plus le plan nucléaire. Cependant sa politique est contestée par la gauche, mais aussi le parti gaulliste, l'obligeant durant ses fonctions à engager dix fois la responsabilité de son gouvernement devant l'Assemblée nationale18 mars 1975.

### Raisons techniques
- Denain à l'entrée de la rue Louis-Petit, en face de la Maison de l'initiative et de l'emploi, se trouve une lingotière qui aurait fait la perte d'Usinor-Denain. La lingotière, qui était fabriquée à la fonderie de Denain, est un moule en fonte creux pesant de 7 à 20 tonnes dans lequel on coulait l'acier fondu. Le procédé faisait perdre du temps, de la matière et consommait beaucoup d'énergie alors que l'usine de Dunkerque sera elle la première à utiliser la coulée continue plus efficace. « On a gardé le symbole de ce qui a fait la perte de l'usine car notre handicap, à Denain, c'était cette fameuse chaîne de lingotière. »[24]

- les choix du minerai, celui de Denain provenait de Lorraine et contenait 20 % de fer. Celui de Dunkerque viendra lui de Mauritanie en contenant 80 %.

## Lieux et monuments
- Place et salle Bauduin : la place Baudin fut le témoin des événements de la vie des ouvriers et des mineurs. Au sud de la place se dresse la salle des fêtes. Cette salle fut construite par l’administration de la Société des forges et aciéries de Denain-Anzin au XIXe siècle. Son style s’inspire du palais de la Paix à La Haye aux Pays-Bas. Constituée de briques et en pierres bleues.
- Carrière d'Émerchicourt servait à alimenter les hauts fourneaux en calcaire.
- École Spécialisée Usinor-Denain
- Les cités Usinor : C'est à tort que l'on a souvent dépeint la classe des mineurs comme malheureuse ; l’existence de ces ouvriers est au contraire confortable [25]
- Le Cavalier d'Azincourt est une ancienne voie ferrée de 7 kilomètres ayant appartenu à la Compagnie des mines d'Azincourt pour relier la cokerie de Monchecourt à Usinor-Denain. Elle passe par Monchecourt, Auberchicourt, Aniche, Émerchicourt, Abscon et Escaudain. Elle fait désormais partie de la Trame verte et bleue française[26]
- Carrière d'Azincourt

## Personnalités
- Samson Jordan Administrateur des Forges et Aciéries de Denain-Anzin (1872-1900)
- Henri Harpignies [27] (1790-1870), industriel sucrier, administrateur et actionnaire des forges de Denain et d'Anzin, qui fonda à Famars (Nord) en 1826, avec Blanquet, une sucrerie considérée comme « l’une des plus grosses du département du Nord avec 278 tonnes produites en 1834 »[28], d’après un procédé nouveau d’utilisation de chaux sans aucun acide.
- Ernest Déjardin-Verkinder était Vice-président du Conseil d'administration de la Société générale, administrateur de la Compagnie des mines d'Aniche, de la Compagnie des forges et aciéries de Denain et d'Anzin, de la Compagnie générale transatlantique, des Hospices de Lille, de la Banque française et italienne pour l'Amérique du Sud, de la Compagnie des chemins de fer de Paris à Lyon et à la Méditerranée.